# Denver (Misuri)
Denver es una villa ubicada en el condado de Worth en el estado estadounidense de Misuri. En el Censo de 2010 tenía una población de 39 habitantes y una densidad poblacional de 39,32 personas por km².

## Geografía
Denver se encuentra ubicada en las coordenadas 40°23′56″N 94°19′24″O / 40.39889, -94.32333. Según la Oficina del Censo de los Estados Unidos, Denver tiene una superficie total de 0.99 km², de la cual 0.99 km² corresponden a tierra firme y (0%) 0 km² es agua.

## Demografía
Según el censo de 2010, había 39 personas residiendo en Denver. La densidad de población era de 39,32 hab./km². De los 39 habitantes, Denver estaba compuesto por el 94.87% blancos, el 5.13% eran afroamericanos, el 0% eran amerindios, el 0% eran asiáticos, el 0% eran isleños del Pacífico, el 0% eran de otras razas y el 0% pertenecían a dos o más razas. Del total de la población el 0% eran hispanos o latinos de cualquier raza.